# 개브리엘 카테리스
개브리엘 카테리스(Gabrielle Carteris, 1961년 1월 2일 ~ )는 미국의 배우이다.

## 출연 작품
- 더 이벤트 (2010)
- 딤플스 (2008)
- 스타와 춤을 (2005)
- 덱 더 홀스 (2005)
- 트랩트 (2002)
- 풀 써클 (2001)
- 베스의 고백 (1996)
- 다니엘 스틸 - 축복의 조건 (1995)
- 터치드 바이 언 엔젤 (1994)
- 카인의 두 얼굴 (1992)
- 비버리힐즈의 아이들 (1990)